# فولكس فاجن للشاحنات والحافلات

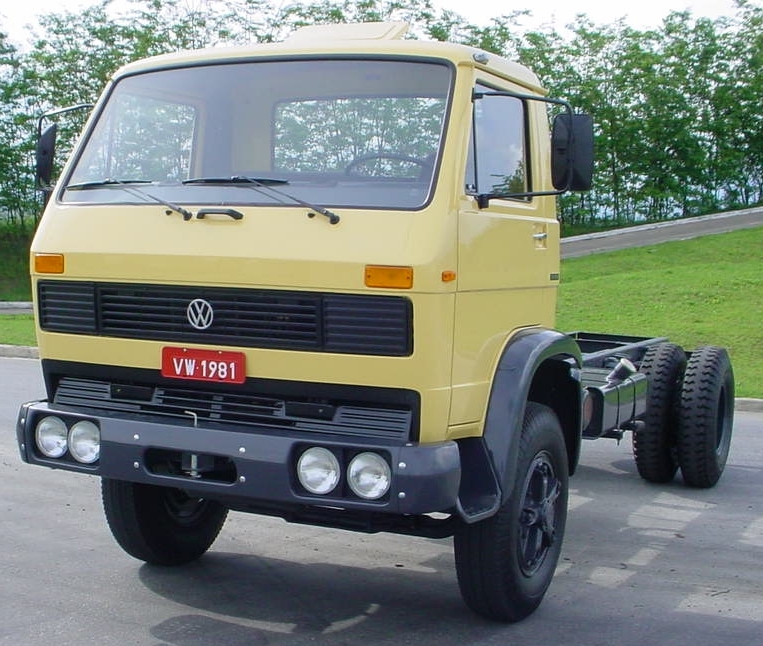
أول شاحنة من إنتاج فولكس فاجن صنعت في عام 1981

فولكس واجن للشاحنات والحافلات هي شركة تجارية برازيلية لصناعة المركبات تقع في ريزندي، ريو دي جانيرو تابعة لشركة الهندسية الألمانية مان. تقوم الشركة بتصنيع الشاحنات الثقيلة والحافلات تحت العلامة التجارية فولكس واجن للمركبات التجارية.
كانت فولكس واجن للشاحنات والحافلات جزءا من فولكس واجن للمركبات التجارية التابعة لمجموعة فولكس واجن، لكنها أصبحت تابعة لشركة مان فرع أمريكا الاتينية منذ يناير 2009.